# NGC 190
NGC 190 este o galaxie spirală situată în constelația Peștii, membră a grupului de galaxii HCG 5 (care este format din galaxiile NGC 190, PGC 2322, PGC 2325 și PGC 2326). A fost descoperită în 22 octombrie 1886 de către Lewis Swift.